# Les Deux Anglaises et le Continent
Les Deux Anglaises et le Continent is een Franse dramafilm uit 1971 onder regie van François Truffaut.
Het scenario is gebaseerd op de gelijknamige roman (1956) van Henri-Pierre Roché.

## Verhaal
Claude Roc brengt de zomer door bij Muriel Brown. Zij worden langzaam verliefd op elkaar. Ze willen trouwen, maar hun families dringen erop aan dat ze eerst een jaar doorbrengen zonder elkaar te zien. Muriel kijkt uit naar het einde van het jaar. Claude daarentegen vergeet Muriel spoedig.

## Rolverdeling
| Acteur            | Personage    |
| ----------------- | ------------ |
| Jean-Pierre Léaud | Claude Roc   |
| Kika Markham      | Anne Brown   |
| Stacey Tendeter   | Muriel Brown |
| Sylvia Marriott   | Mrs. Brown   |
| Marie Mansart     | Madame Roc   |
| Philippe Léotard  | Diurka       |